# Motorrad-Weltmeisterschaft 2002
Die Motorrad-Weltmeisterschaft 2002 war die 54. in der Geschichte der FIM-Motorrad-Straßenweltmeisterschaft.
In allen Klassen wurden 16 Rennen ausgetragen.

## Punkteverteilung
Weltmeister wird derjenige Fahrer beziehungsweise der Hersteller, der bis zum Saisonende die meisten Punkte in der Weltmeisterschaft angesammelt hat. Bei der Punkteverteilung werden die Platzierungen im Gesamtergebnis des jeweiligen Rennens berücksichtigt. Die fünfzehn erstplatzierten Fahrer jedes Rennens erhalten Punkte nach folgendem Schema:
| Punkteverteilung | Punkteverteilung | Punkteverteilung | Punkteverteilung | Punkteverteilung | Punkteverteilung | Punkteverteilung | Punkteverteilung | Punkteverteilung | Punkteverteilung | Punkteverteilung | Punkteverteilung | Punkteverteilung | Punkteverteilung | Punkteverteilung | Punkteverteilung |
| ---------------- | ---------------- | ---------------- | ---------------- | ---------------- | ---------------- | ---------------- | ---------------- | ---------------- | ---------------- | ---------------- | ---------------- | ---------------- | ---------------- | ---------------- | ---------------- |
| Platz            | 1                | 2                | 3                | 4                | 5                | 6                | 7                | 8                | 9                | 10               | 11               | 12               | 13               | 14               | 15               |
| Punkte           | 25               | 20               | 16               | 13               | 11               | 10               | 9                | 8                | 7                | 6                | 5                | 4                | 3                | 2                | 1                |

In die Wertung kamen alle erzielten Resultate.

## Wissenswertes
- Zur Saison 2002 wurde die 500-cm³-Klasse, die seit Beginn der Motorrad-WM im Jahr 1949 bestand, durch die MotoGP-Klasse ersetzt, in der wieder Viertakter erlaubt waren.

## MotoGP-Klasse

### Teams und Fahrer
Die FIM gab am 13. März 2002 die offizielle Starterliste bekannt. Àlex Crivillé, der ursprünglich von Antena 3 Yamaha d’Antin gemeldet war, wurde noch vor dem ersten Rennen wegen gesundheitlicher Probleme durch Pere Riba ersetzt.
| Team                                   | Hersteller | Motorrad             | Reifen | Nr. | Fahrer                   | Läufe               |
| -------------------------------------- | ---------- | -------------------- | ------ | --- | ------------------------ | ------------------- |
| MS Aprilia Racing                      | Aprilia    | Aprilia RS Cube      | D      | 55  | Régis Laconi             | alle                |
| Repsol Honda Team                      | Honda      | Honda RC211V         | M      | 11  | Tohru Ukawa              | alle                |
| Repsol Honda Team                      | Honda      | Honda RC211V         | M      | 46  | Valentino Rossi          | alle                |
| Team HRC                               | Honda      | Honda RC211V         | M      | 72  | Shin’ichi Itō            | 1                   |
| West Honda Pons                        | Honda      | Honda RC211V         | M      | 4   | Alex Barros              | 13–16               |
| West Honda Pons                        | Honda      | Honda NSR 500        | M      | 4   | Alex Barros              | 1–12                |
| West Honda Pons                        | Honda      | Honda NSR 500        | M      | 65  | Loris Capirossi          | 1–7, 10–16          |
| West Honda Pons                        | Honda      | Honda NSR 500        | M      | 66  | Alex Hofmann             | 8–9                 |
| Fortuna Honda Gresini                  | Honda      | Honda NSR 500        | M      | 74  | Daijirō Katō             | 1–9                 |
| Fortuna Honda Gresini                  | Honda      | Honda RC211V         | M      | 74  | Daijirō Katō             | 10–16               |
| Pramac Honda Racing Team               | Honda      | Honda NSR 500        | D      | 31  | Tetsuya Harada           | alle                |
| Kanemoto Racing                        | Honda      | Honda NSR 500        | B      | 17  | Jürgen van den Goorbergh | alle                |
| Kanemoto Racing                        | Honda      | Honda NSR 500        | B      | 72  | Shin’ichi Itō            | 15                  |
| Kawasaki Racing Team                   | Kawasaki   | Kawasaki Ninja ZX-RR | D      | 48  | Akira Yanagawa           | 13                  |
| Kawasaki Racing Team                   | Kawasaki   | Kawasaki Ninja ZX-RR | D      | 84  | Andrew Pitt              | 14–16               |
| Proton Team KR                         | Proton KR  | Proton KR3           | B      | 9   | Nobuatsu Aoki            | alle                |
| Proton Team KR                         | Proton KR  | Proton KR3           | B      | 99  | Jeremy McWilliams        | alle                |
| Proton Team KR                         | Proton KR  | Proton KR3           | B      | 29  | David García             | 16                  |
| Telefónica Movistar Suzuki Team Suzuki | Suzuki     | Suzuki GSV-R         | D      | 10  | Kenny Roberts jr.        | 1–2                 |
| Telefónica Movistar Suzuki Team Suzuki | Suzuki     | Suzuki GSV-R         | M      | 10  | Kenny Roberts jr.        | 3–8, 10–16          |
| Telefónica Movistar Suzuki Team Suzuki | Suzuki     | Suzuki GSV-R         | M      | 51  | Yukio Kagayama           | 9                   |
| Telefónica Movistar Suzuki Team Suzuki | Suzuki     | Suzuki GSV-R         | M      | 15  | Sete Gibernau            | 3–16                |
| Telefónica Movistar Suzuki Team Suzuki | Suzuki     | Suzuki GSV-R         | D      | 15  | Sete Gibernau            | 1–2                 |
| Telefónica Movistar Suzuki Team Suzuki | Suzuki     | Suzuki GSV-R         | D      | 33  | Akira Ryō                | 1                   |
| Telefónica Movistar Suzuki Team Suzuki | Suzuki     | Suzuki GSV-R         | M      | 33  | Akira Ryō                | 6–10, 14            |
| Marlboro Yamaha Team                   | Yamaha     | Yamaha YZR-M1        | M      | 3   | Max Biaggi               | alle                |
| Marlboro Yamaha Team                   | Yamaha     | Yamaha YZR-M1        | M      | 7   | Carlos Checa             | alle                |
| Yamaha Racing Team                     | Yamaha     | Yamaha YZR-M1        | M      | 45  | Wataru Yoshikawa         | 13                  |
| Tech 3                                 | Yamaha     | Yamaha YZR-M1        | M      | 19  | Olivier Jacque           | 14–16               |
| Tech 3                                 | Yamaha     | Yamaha YZR-M1        | M      | 56  | Shin’ya Nakano           | 14–16               |
| Tech 3                                 | Yamaha     | Yamaha YZR500        | M      | 19  | Olivier Jacque           | 1–13                |
| Tech 3                                 | Yamaha     | Yamaha YZR500        | M      | 56  | Shin’ya Nakano           | 1–13                |
| Tech 3                                 | Yamaha     | Yamaha YZR500        | M      | 50  | Sylvain Guintoli         | 10                  |
| Antena 3 Yamaha d’Antin                | Yamaha     | Yamaha YZR-M1        | M      | 6   | Norifumi Abe             | 15–16               |
| Antena 3 Yamaha d’Antin                | Yamaha     | Yamaha YZR500        | M      | 6   | Norifumi Abe             | 1–14                |
| Antena 3 Yamaha d’Antin                | Yamaha     | Yamaha YZR500        | M      | 20  | Pere Riba                | 1–3, 5–8, 10–11, 13 |
| Antena 3 Yamaha d’Antin                | Yamaha     | Yamaha YZR500        | M      | 30  | José Luis Cardoso        | 4, 9, 12, 14–16     |
| Red Bull Yamaha WCM                    | Yamaha     | Yamaha YZR500        | D      | 8   | Garry McCoy              | 1–3, 8–16           |
| Red Bull Yamaha WCM                    | Yamaha     | Yamaha YZR500        | D      | 18  | Jean-Michel Bayle        | 4–5                 |
| Red Bull Yamaha WCM                    | Yamaha     | Yamaha YZR500        | D      | 66  | Alex Hofmann             | 6–7                 |
| Red Bull Yamaha WCM                    | Yamaha     | Yamaha YZR500        | D      | 21  | John Hopkins             | alle                |
| Quelle:                                |            |                      |        |     |                          |                     |

| Legende         |
| --------------- |
| Stammfahrer     |
| Wildcard-Fahrer |
| Ersatzfahrer    |

### Rennergebnisse
|    | Datum  | Rennen                 | Strecke        | Platz 1         | Platz 2         | Platz 3           | Pole-Position     | Schn. Rennrunde | Gesamtführender Fahrer | Gesamtführendes Team | Gesamtführender Konstrukteur |
| -- | ------ | ---------------------- | -------------- | --------------- | --------------- | ----------------- | ----------------- | --------------- | ---------------------- | -------------------- | ---------------------------- |
| 1  | 07.04. | GP von Japan           | Suzuka         | Valentino Rossi | Akira Ryō       | Carlos Checa      | Valentino Rossi   | Valentino Rossi | Valentino Rossi        | Repsol Honda Team    | Honda                        |
| 2  | 21.04. | GP von Südafrika       | Welkom         | Tōru Ukawa      | Valentino Rossi | Loris Capirossi   | Valentino Rossi   | Tōru Ukawa      | Valentino Rossi        | Repsol Honda Team    | Honda                        |
| 3  | 05.05. | GP von Spanien         | Jerez          | Valentino Rossi | Daijirō Katō    | Tōru Ukawa        | Valentino Rossi   | Valentino Rossi | Valentino Rossi        | Repsol Honda Team    | Honda                        |
| 4  | 19.05. | GP von Frankreich      | Le Mans        | Valentino Rossi | Tōru Ukawa      | Max Biaggi        | Valentino Rossi   | Valentino Rossi | Valentino Rossi        | Repsol Honda Team    | Honda                        |
| 5  | 02.06. | GP von Italien         | Mugello        | Valentino Rossi | Max Biaggi      | Tōru Ukawa        | Valentino Rossi   | Tōru Ukawa      | Valentino Rossi        | Repsol Honda Team    | Honda                        |
| 6  | 16.06. | GP von Katalonien      | Barcelona      | Valentino Rossi | Tōru Ukawa      | Carlos Checa      | Max Biaggi        | Valentino Rossi | Valentino Rossi        | Repsol Honda Team    | Honda                        |
| 7  | 29.06. | 72. Dutch TT           | Assen          | Valentino Rossi | Alex Barros     | Carlos Checa      | Valentino Rossi   | Valentino Rossi | Valentino Rossi        | Repsol Honda Team    | Honda                        |
| 8  | 14.07. | GP von Großbritannien  | Donington      | Valentino Rossi | Max Biaggi      | Alex Barros       | Valentino Rossi   | Valentino Rossi | Valentino Rossi        | Repsol Honda Team    | Honda                        |
| 9  | 21.07. | 66. GP von Deutschland | Sachsenring    | Valentino Rossi | Max Biaggi      | Tōru Ukawa        | Olivier Jacque    | Valentino Rossi | Valentino Rossi        | Repsol Honda Team    | Honda                        |
| 10 | 25.08. | GP von Tschechien      | Brünn          | Max Biaggi      | Daijirō Katō    | Tōru Ukawa        | Max Biaggi        | Daijirō Katō    | Valentino Rossi        | Repsol Honda Team    | Honda                        |
| 11 | 08.09. | GP von Portugal        | Estoril        | Valentino Rossi | Carlos Checa    | Tōru Ukawa        | Carlos Checa      | Valentino Rossi | Valentino Rossi        | Repsol Honda Team    | Honda                        |
| 12 | 21.09. | GP von Rio de Janeiro  | Jacarepagua    | Valentino Rossi | Max Biaggi      | Kenny Roberts jr. | Max Biaggi        | Carlos Checa    | Valentino Rossi        | Repsol Honda Team    | Honda                        |
| 13 | 06.10. | GP des Pazifiks        | Motegi         | Alex Barros     | Valentino Rossi | Loris Capirossi   | Daijirō Katō      | Alex Barros     | Valentino Rossi        | Repsol Honda Team    | Honda                        |
| 14 | 13.10. | GP von Malaysia        | Sepang         | Max Biaggi      | Valentino Rossi | Alex Barros       | Alex Barros       | Max Biaggi      | Valentino Rossi        | Repsol Honda Team    | Honda                        |
| 15 | 20.10. | GP von Australien      | Phillip Island | Valentino Rossi | Alex Barros     | Tōru Ukawa        | Jeremy McWilliams | Valentino Rossi | Valentino Rossi        | Repsol Honda Team    | Honda                        |
| 16 | 03.11. | GP von Valencia        | Valencia       | Alex Barros     | Valentino Rossi | Max Biaggi        | Max Biaggi        | Alex Barros     | Valentino Rossi        | Repsol Honda Team    | Honda                        |

### Fahrerwertung
| 1  | Valentino Rossi          | Honda     | 355 |
| 2  | Max Biaggi               | Yamaha    | 215 |
| 3  | Tōru Ukawa               | Honda     | 209 |
| 4  | Alex Barros              | Honda     | 204 |
| 5  | Carlos Checa             | Yamaha    | 141 |
| 6  | Norick Abe               | Yamaha    | 129 |
| 7  | Daijirō Katō             | Honda     | 117 |
| 8  | Loris Capirossi          | Honda     | 109 |
| 9  | Kenny Roberts jr.        | Suzuki    | 99  |
| 10 | Olivier Jacque           | Yamaha    | 81  |
| 11 | Shin’ya Nakano           | Yamaha    | 68  |
| 12 | Nobuatsu Aoki            | Proton KR | 63  |
| 13 | Jürgen van den Goorbergh | Honda     | 60  |
| 14 | Jeremy McWilliams        | Proton KR | 59  |

| 15 | John Hopkins      | Yamaha         | 58 |
| 16 | Sete Gibernau     | Suzuki         | 51 |
| 17 | Tetsuya Harada    | Honda          | 47 |
| 18 | Akira Ryō         | Suzuki         | 41 |
| 19 | Régis Laconi      | Aprilia        | 33 |
| 20 | Garry McCoy       | Yamaha         | 33 |
| 21 | Shin’ichi Itō     | Honda          | 13 |
| 22 | Alex Hofmann      | Honda / Yamaha | 11 |
| 23 | José Luis Cardoso | Yamaha         | 9  |
| 24 | Jean-Michel Bayle | Yamaha         | 5  |
| 25 | Andrew Pitt       | Kawasaki       | 4  |
|    | Wataru Yoshikawa  | Yamaha         | 4  |
| 27 | Pere Riba         | Yamaha         | 4  |

### Konstrukteurswertung
| 1 | Honda    | 385 |
| 2 | Yamaha   | 272 |
| 3 | Suzuki   | 144 |
| 4 | Proton   | 96  |
| 5 | Aprilia  | 33  |
| 6 | Kawasaki | 4   |

### Teamwertung
| 1  | Repsol Honda Team          | 564 |
| 2  | Marlboro Yamaha Team       | 356 |
| 3  | West Honda Pons            | 319 |
| 4  | Telefonica MoviStar Suzuki | 150 |
| 5  | Gauloises Yamaha Tech 3    | 149 |
| 6  | Antenna 3 Yamaha d’Antin   | 131 |
| 7  | Proton Team KR             | 122 |
| 8  | Fortuna Honda Gresini      | 117 |
| 9  | Red Bull Yamaha WCM        | 101 |
| 10 | Kanemoto Racing            | 60  |
| 11 | Pramac Honda Racing Team   | 47  |
| 12 | MS Aprilia Racing          | 33  |

## 250-cm³-Klasse

### Rennergebnisse
|    | Datum  | Rennen                 | Strecke        | Platz 1         | Platz 2           | Platz 3         | Pole-Position   | Schn. Rennrunde | Gesamtführender Fahrer | Gesamtführender Konstrukteur |
| -- | ------ | ---------------------- | -------------- | --------------- | ----------------- | --------------- | --------------- | --------------- | ---------------------- | ---------------------------- |
| 1  | 07.04. | GP von Japan           | Suzuka         | Osamu Miyazaki  | Daisaku Sakai     | Randy De Puniet | Fonsi Nieto     | Osamu Miyazaki  | Osamu Miyazaki         | Yamaha                       |
| 2  | 21.04. | GP von Südafrika       | Welkom         | Marco Melandri  | Franco Battaini   | Fonsi Nieto     | Franco Battaini | Fonsi Nieto     | Franco Battaini        | Aprilia                      |
| 3  | 05.05. | GP von Spanien         | Jerez          | Fonsi Nieto     | Roberto Rolfo     | Emilio Alzamora | Franco Battaini | Fonsi Nieto     | Fonsi Nieto            | Aprilia                      |
| 4  | 19.05. | GP von Frankreich      | Le Mans        | Fonsi Nieto     | Marco Melandri    | Randy De Puniet | Fonsi Nieto     | Marco Melandri  | Fonsi Nieto            | Aprilia                      |
| 5  | 02.06. | GP von Italien         | Mugello        | Marco Melandri  | Roberto Locatelli | Fonsi Nieto     | Franco Battaini | Fonsi Nieto     | Fonsi Nieto            | Aprilia                      |
| 6  | 16.06. | GP von Katalonien      | Barcelona      | Marco Melandri  | Roberto Rolfo     | Fonsi Nieto     | Fonsi Nieto     | Franco Battaini | Fonsi Nieto            | Aprilia                      |
| 7  | 29.06. | 72. Dutch TT           | Assen          | Marco Melandri  | Toni Elías        | Roberto Rolfo   | Marco Melandri  | Roberto Rolfo   | Marco Melandri         | Aprilia                      |
| 8  | 14.07. | GP von Großbritannien  | Donington      | Marco Melandri  | Fonsi Nieto       | Toni Elías      | Fonsi Nieto     | Fonsi Nieto     | Marco Melandri         | Aprilia                      |
| 9  | 21.07. | 66. GP von Deutschland | Sachsenring    | Marco Melandri  | Roberto Rolfo     | Sebastián Porto | Fonsi Nieto     | Roberto Rolfo   | Marco Melandri         | Aprilia                      |
| 10 | 25.08. | GP von Tschechien      | Brünn          | Marco Melandri  | Sebastián Porto   | Toni Elías      | Fonsi Nieto     | Marco Melandri  | Marco Melandri         | Aprilia                      |
| 11 | 08.09. | GP von Portugal        | Estoril        | Fonsi Nieto     | Marco Melandri    | Sebastián Porto | Sebastián Porto | Fonsi Nieto     | Marco Melandri         | Aprilia                      |
| 12 | 21.09. | GP von Rio de Janeiro  | Jacarepagua    | Sebastián Porto | Roberto Rolfo     | Franco Battaini | Randy De Puniet | Sebastián Porto | Marco Melandri         | Aprilia                      |
| 13 | 06.10. | GP des Pazifiks        | Motegi         | Toni Elías      | Marco Melandri    | Yūki Takahashi  | Fonsi Nieto     | Toni Elías      | Marco Melandri         | Aprilia                      |
| 14 | 13.10. | GP von Malaysia        | Sepang         | Fonsi Nieto     | Toni Elías        | Roberto Rolfo   | Fonsi Nieto     | Fonsi Nieto     | Marco Melandri         | Aprilia                      |
| 15 | 20.10. | GP von Australien      | Phillip Island | Marco Melandri  | Fonsi Nieto       | Sebastián Porto | Fonsi Nieto     | Marco Melandri  | Marco Melandri         | Aprilia                      |
| 16 | 03.11. | GP von Valencia        | Valencia       | Marco Melandri  | Roberto Rolfo     | Emilio Alzamora | Marco Melandri  | Marco Melandri  | Marco Melandri         | Aprilia                      |

### Fahrerwertung
| 1  | Marco Melandri    | Aprilia | 298 |
| 2  | Fonsi Nieto       | Aprilia | 241 |
| 3  | Roberto Rolfo     | Honda   | 219 |
| 4  | Toni Elías        | Aprilia | 178 |
| 5  | Sebastián Porto   | Yamaha  | 172 |
| 6  | Franco Battaini   | Aprilia | 142 |
| 7  | Emilio Alzamora   | Honda   | 120 |
| 8  | Roberto Locatelli | Aprilia | 119 |
| 9  | Randy De Puniet   | Aprilia | 119 |
| 10 | Naoki Matsudo     | Yamaha  | 92  |
| 11 | Alex Debón        | Aprilia | 72  |
| 12 | Casey Stoner      | Aprilia | 68  |
| 13 | David Checa       | Aprilia | 60  |
| 14 | Haruchika Aoki    | Honda   | 58  |
| 15 | Shahrol Yuzy      | Yamaha  | 58  |
| 16 | Osamu Miyazaki    | Yamaha  | 25  |
| 17 | Daisaku Sakai     | Honda   | 20  |
| 18 | Leon Haslam       | Honda   | 19  |
| 19 | Ralf Waldmann     | Aprilia | 17  |

| 20 | Dirk Heidolf       | Aprilia         | 17 |
| 21 | Yūki Takahashi     | Honda           | 16 |
| 22 | Jay Vincent        | Honda           | 16 |
| 23 | Héctor Faubel      | Aprilia         | 14 |
| 24 | Jaroslav Huleš     | Yamaha          | 11 |
| 25 | Raul Jara          | Aprilia         | 11 |
| 26 | Choujun Kameya     | Honda           | 9  |
| 27 | Hiroshi Aoyama     | Honda           | 9  |
| 28 | Erwan Nigon        | Honda / Aprilia | 7  |
| 29 | Tarō Sekiguchi     | Yamaha          | 7  |
| 30 | David García       | Honda           | 6  |
| 31 | Katsuyuki Nakasuga | Yamaha          | 4  |
| 32 | Vincent Philippe   | Aprilia         | 4  |
| 33 | Hugo Marchand      | Aprilia         | 4  |
| 34 | Eric Bataille      | Honda           | 2  |
|    | Ryūji Yokoe        | Yamaha          | 1  |
| 36 | Jakub Smrž         | Honda           | 1  |

### Konstrukteurswertung
| 1 | Aprilia | 382 |
| 2 | Honda   | 244 |
| 3 | Yamaha  | 204 |

## 125-cm³-Klasse

### Rennergebnisse
|    | Datum  | Rennen                 | Strecke        | Platz 1           | Platz 2           | Platz 3         | Pole-Position   | Schn. Rennrunde   | Gesamtführender Fahrer | Gesamtführender Konstrukteur |
| -- | ------ | ---------------------- | -------------- | ----------------- | ----------------- | --------------- | --------------- | ----------------- | ---------------------- | ---------------------------- |
| 1  | 07.04. | GP von Japan           | Suzuka         | Arnaud Vincent    | Mirko Giansanti   | Manuel Poggiali | Dani Pedrosa    | Stefano Bianco    | Arnaud Vincent         | Aprilia                      |
| 2  | 21.04. | GP von Südafrika       | Welkom         | Manuel Poggiali   | Arnaud Vincent    | Dani Pedrosa    | Dani Pedrosa    | Manuel Poggiali   | Arnaud Vincent         | Aprilia                      |
| 3  | 05.05. | GP von Spanien         | Jerez          | Lucio Cecchinello | Arnaud Vincent    | Steve Jenkner   | Pablo Nieto     | Lucio Cecchinello | Arnaud Vincent         | Aprilia                      |
| 4  | 19.05. | GP von Frankreich      | Le Mans        | Lucio Cecchinello | Manuel Poggiali   | Dani Pedrosa    | Manuel Poggiali | Masao Azuma       | Arnaud Vincent         | Aprilia                      |
| 5  | 02.06. | GP von Italien         | Mugello        | Manuel Poggiali   | Yōichi Ui         | Pablo Nieto     | Manuel Poggiali | Lucio Cecchinello | Manuel Poggiali        | Aprilia                      |
| 6  | 16.06. | GP von Katalonien      | Barcelona      | Manuel Poggiali   | Dani Pedrosa      | Steve Jenkner   | Manuel Poggiali | Yōichi Ui         | Manuel Poggiali        | Aprilia                      |
| 7  | 29.06. | 72. Dutch TT           | Assen          | Dani Pedrosa      | Manuel Poggiali   | Joan Olivé      | Dani Pedrosa    | Joan Olivé        | Manuel Poggiali        | Aprilia                      |
| 8  | 14.07. | GP von Großbritannien  | Donington      | Arnaud Vincent    | Dani Pedrosa      | Manuel Poggiali | Manuel Poggiali | Lucio Cecchinello | Manuel Poggiali        | Aprilia                      |
| 9  | 21.07. | 66. GP von Deutschland | Sachsenring    | Arnaud Vincent    | Alex De Angelis   | Steve Jenkner   | Arnaud Vincent  | Steve Jenkner     | Manuel Poggiali        | Aprilia                      |
| 10 | 25.08. | GP von Tschechien      | Brünn          | Lucio Cecchinello | Dani Pedrosa      | Arnaud Vincent  | Alex De Angelis | Lucio Cecchinello | Manuel Poggiali        | Aprilia                      |
| 11 | 08.09. | GP von Portugal        | Estoril        | Arnaud Vincent    | Simone Sanna      | Steve Jenkner   | Dani Pedrosa    | Steve Jenkner     | Arnaud Vincent         | Aprilia                      |
| 12 | 21.09. | GP von Rio de Janeiro  | Jacarepagua    | Masao Azuma       | Arnaud Vincent    | Manuel Poggiali | Manuel Poggiali | Masao Azuma       | Arnaud Vincent         | Aprilia                      |
| 13 | 06.10. | GP des Pazifiks        | Motegi         | Dani Pedrosa      | Manuel Poggiali   | Steve Jenkner   | Dani Pedrosa    | Dani Pedrosa      | Arnaud Vincent         | Aprilia                      |
| 14 | 13.10. | GP von Malaysia        | Sepang         | Arnaud Vincent    | Lucio Cecchinello | Dani Pedrosa    | Arnaud Vincent  | Lucio Cecchinello | Arnaud Vincent         | Aprilia                      |
| 15 | 20.10. | GP von Australien      | Phillip Island | Manuel Poggiali   | Lucio Cecchinello | Pablo Nieto     | Manuel Poggiali | Dani Pedrosa      | Arnaud Vincent         | Aprilia                      |
| 16 | 03.11. | GP von Valencia        | Valencia       | Dani Pedrosa      | Arnaud Vincent    | Pablo Nieto     | Dani Pedrosa    | Steve Jenkner     | Arnaud Vincent         | Aprilia                      |

### Fahrerwertung
| 1  | Arnaud Vincent    | Aprilia             | 273 |
| 2  | Manuel Poggiali   | Gilera              | 254 |
| 3  | Dani Pedrosa      | Honda               | 243 |
| 4  | Lucio Cecchinello | Aprilia             | 180 |
| 5  | Steve Jenkner     | Aprilia             | 168 |
| 6  | Pablo Nieto       | Aprilia             | 145 |
| 7  | Simone Sanna      | Aprilia             | 106 |
| 8  | Masao Azuma       | Honda               | 101 |
| 9  | Alex De Angelis   | Aprilia             | 87  |
| 10 | Gino Borsoi       | Aprilia             | 82  |
| 11 | Mika Kallio       | Honda               | 78  |
| 12 | Joan Olivé        | Honda               | 76  |
| 13 | Yōichi Ui         | Derbi               | 65  |
| 14 | Héctor Barberá    | Aprilia             | 50  |
| 15 | Mirko Giansanti   | Honda               | 42  |
| 16 | Andrea Dovizioso  | Honda               | 42  |
| 17 | Stefano Perugini  | Italjet             | 28  |
| 18 | Andrea Ballerini  | TSR-Honda / Aprilia | 26  |
| 19 | Stefano Bianco    | Aprilia             | 24  |

| 20 | Shūhei Aoyama     | Honda           | 21 |
| 21 | Jorge Lorenzo     | Derbi           | 21 |
| 22 | Gábor Talmácsi    | Italjet / Honda | 20 |
| 23 | Noboru Ueda       | Honda           | 18 |
| 24 | Ángel Rodríguez   | Aprilia         | 17 |
| 25 | Max Sabbatani     | Aprilia         | 17 |
| 26 | Klaus Nöhles      | Honda           | 15 |
| 27 | Thomas Lüthi      | Honda           | 7  |
| 28 | Hideyuki Nakajō   | Honda           | 6  |
| 29 | Chaz Davies       | Aprilia         | 5  |
| 30 | Christian Pistoni | Italjet         | 4  |
| 31 | Michel Fabrizio   | Gilera          | 4  |
| 32 | Jakub Smrž        | Honda           | 3  |
|    | Marco Simoncelli  | Aprilia         | 3  |
| 34 | Alex Baldolini    | Aprilia         | 2  |
|    | Gioele Pellino    | Aprilia         | 2  |
|    | Fabrizio Lai      | Honda           | 2  |
|    | Julián Simón      | Honda           | 2  |

### Konstrukteurswertung
| 1 | Aprilia   | 338 |
| 2 | Honda     | 285 |
| 3 | Gilera    | 254 |
| 4 | Derbi     | 77  |
| 5 | Italjet   | 32  |
| 6 | TSR-Honda | 17  |